# Cathay Landmark
Der Cathay Landmark, auch Cathay Life Xinyi A3 (chinesisch 國泰置地廣場, Pinyin Guótài Zhìdì Guǎngchǎng), ist ein 46-stöckiger Wolkenkratzer in Xinyi, Taipeh, Taiwan. Der Cathay Landmark hat eine strukturelle Höhe von 212 Metern.
Der Wolkenkratzer wurde 2015 fertiggestellt und wurde von dem taiwanischen Architekt Kris Yao im postmodernen Stil entworfen. Es ist das achthöchste Gebäude in Taiwan. Die Höhe des Gebäudes beträgt 212 m, die Grundfläche beträgt 152.488,6 m² und es umfasst 46 oberirdische Stockwerke sowie 6 Untergeschosse. Der Cathay Landmark ist der Sitz des Hauptsitzes der Cathay United Bank. Das Einkaufszentrum Breeze Xinyi befindet sich auf den Etagen B2 bis 4 und wird von der Breeze Group.